# 異國迷宮的十字路口
《異國迷宮的十字路口》是武田日向所畫的日本漫畫。最初在《Dragon Age Pure》（富士見書房）Vol.2期開始連載。在該誌休刊後移轉到《月刊Dragon Age》2009年7月号中繼續連載。但由於作者因身體状况不佳而再次休刊，2017年5月官方公布了武田日向已於2017年1月病逝，其作品成為絶筆作。2010年12月動畫化決定，2011年7月開始播放、9月18日播放完畢，全12話。
衍生作品《異國迷宮的艾麗絲》（異国迷路のアリスちゃん）由林雄一作畫，於《月刊Dragon Age》2011年3月号連載，後收錄於漫畫合集當中。

## 故事
19世紀後半，是西歐正好流行日本文化的時代。一位單身前往法國的日本少女湯音，在巴黎街上的工藝店「國王的招牌店」工作著。本故事即是描述她的成長，與年輕老闆的克洛德的往來的巴黎滯留記。

## 登場人物

### 主要人物
湯音（聲：東山奈央）
本作主角、為了工作而從日本長崎來到巴黎的少女。生日是12月5日。年齡在第7話時剛滿14歳（虛歳16歳），不過克洛德覺得她像是不到十歲的少女。
體格嬌小並且留著一頭妹妹頭。是長崎當地受到好評的招牌小姐。
因為對於禁止招待、招攬和積極與客人來往的法國文化感到困惑，於是從老闆克洛德開始，一點一點地努力與各個客人交流。另外她已經在日本學好法語，但因不常表達自己的意見，被克洛德以為湯音不會說法語。
不愛吃日本食物中沒有的起司，配醬油才勉強吃得下去。
克洛德·克勞戴（聲：近藤隆、佐藤利奈（幼年））
商店街「國王的長廊」的鐵工藝品店「國王的招牌店」的第三代老闆。但因為時代浪潮的關係導致長廊開始沒落，為了支撐整個長廊而日夜奮鬥著。
有著因為個性頑固而在待人接物方面會無法通融的一面。生日是6月12日。由於祖父・奧斯卡突然帶著湯音過來而隱隱感到困惑，當初很難接受湯音的舉止。但是在看到湯音雖然在文化、語言方面和他不同卻一心一意地認真工作後，而逐漸地認同她，兩人也彼此開始互相理解對方。
不喜歡醬油的味道。

### 克勞戴家
在國王的長廊中經營國王的招牌店。
奧斯卡·克勞戴（聲：田中秀幸）
克洛德的爺爺。喜歡流浪，在日本遇到湯音而把她帶回來。和克洛德不同，很容易接受異國文化。對於湯音因為文化差異而有的挫折，也一直守護著她。因為手藝衰退而從一線退下，但依然還是令人無法忽視的工匠，同時也是建構「國王的招牌店」基礎的人物。
作品中、多數擔任對克洛德講解日本文化和風俗的角色。
約翰·克勞戴
克洛德的父親、『國王的招牌店』的第二代店主。在克洛德小時候就過世。
體型嬌小、有著能用小手纖細地做出鐵工藝的實力。曾擔任競爭對手「百貨店」天花版部分建設和設計的工程師、為了表現他工作的樣子也帶克洛德來到工作現場。

### 白朗奇家
擁有國王的長廊和百貨公司及沙龍的資產階級。
艾麗絲·白朗奇（聲：悠木碧）
擁有『國王的長廊』的白朗奇家的女兒。生日是9月29日。對於日本的東西相當有興趣、收集有浮世繪和日本人偶等日本美術品和雜貨。在姐姐卡蜜兒送給她和服（這件衣服是湯音母親的遺物）當作生日禮物時、父親也同樣送給她『國王的長廊』（只是口頭約定）當作生日禮物，因為從中聽到那裡有日本人居住的消息，所以跑到湯音所住的『國王的招牌店』去找她。
和同年紀的湯音相識、幫助湯音認識巴黎。
卡蜜兒·白朗奇（聲：矢作紗友里）
白朗奇家的女兒、艾麗絲的姐姐，相當照顧艾麗絲。生日是10月22日。總是拿著一把扇子。個性溫和且常露出微笑、但有時候也會表現出冷淡的一面。
傾心於克洛德，從小就常常偷跑出去見克洛德，不過苦於身分懸殊而無法如願在一起。因克洛德個性上的問題和認清身分懸殊現實問題的卡蜜兒，兩人的關係逐漸走向冰點。

### 其他人
貧民窟少年（聲：儀武祐子）
名字不明。以偷竊和乞討為生。在湯音看店時，從『國王的招牌店』偷走燭台。之後好幾次跑去見湯音，並且因為湯音溫柔的對待，讓他的心境慢慢改變。
汐音（聲：能登麻美子）
在湯音的回憶中登場。是湯音的姐姐。住在長崎，且稀奇地擁有日本人少有的淡綠色眼睛、因為看到這雙眼睛的日本人都會感覺不舒服、讓她除了在湯音面前都不會對他人睜開眼睛，之後眼睛因此失明並且使湯音相當在意。
亞尼克（聲：鈴木清信）
在國王的長廊中經營掛著貓的看板的老闆。
安努（聲：中島愛）
吉普賽人，會用吉他彈奏日本歌曲。在動畫4.5集登場。

## 出版書籍
本篇
| 冊數 | 富士見書房    | 富士見書房             | 台灣角川       | 台灣角川               |
| 冊數 | 發售日期      | ISBN                   | 發售日期       | ISBN                   |
| ---- | ------------- | ---------------------- | -------------- | ---------------------- |
| 1    | 2007年12月8日 | ISBN 978-4-04-712522-3 | 2008年9月16日  | ISBN 978-986-174-808-5 |
| 2    | 2009年6月9日  | ISBN 978-4-04-712609-1 | 2009年12月23日 | ISBN 978-986-237-422-1 |

合集 異國迷宮的十字路口 mémoire
| 冊數 | 富士見書房   | 富士見書房             | 台灣角川      | 台灣角川               |
| 冊數 | 發售日期     | ISBN                   | 發售日期      | ISBN                   |
| ---- | ------------ | ---------------------- | ------------- | ---------------------- |
| 全   | 2018年1月9日 | ISBN 978-4-04-072596-3 | 2019年3月27日 | ISBN 978-957-564-788-9 |

### 相關書籍
異國迷宮的十字路口 Le cahier d' Yune
萩原麻里所著的小說。
- 2011年7月20日發售、ISBN 978-4-8291-3662-1

漫畫合集。收錄異國迷宮的愛麗絲。
- 2011年8月9日發售、ISBN 978-4-04-712740-1

動畫導讀手冊，附贈模型。
- 2012年3月9日發售、ISBN 978-4-82-917700-6

## 宣傳曲
在《Dragon Age Pure》雜誌上與I've共同合作的歌曲。宣傳曲後收錄於2007年12月20日發售的《Dragon Age Pure》vol.8的贈品CD。

作詞、歌 - KOTOKO / 作曲、編曲 - 井内舞子 / 和弦 - 相和久

## 电视动画
2010年12月2日與《魔劍姬！》同時發表改編電視動畫的消息，2011年7月，在AT-X、千葉電視台等全國獨立UHF放送協議會中播放。標題改為《異國迷宮的十字路口 The Animation》（異国迷路のクロワーゼ The Animation）。

### 工作人員
- 監督 - 安田賢司
- 系列構成・音響監督 - 佐藤順一
- 劇本 - 池田真美子
- 角色設定・總作画監督 - 井上英紀
- 美術監督 - 川口正明
- 美術設定 - ロマン・トマ、ルガル・ヤン、ブリュネ・スタニスラス
- 色彩設定 - 品地奈々絵
- 首席CGI設定 - 後藤浩幸
- 攝影監督 - 岩崎敦、加藤千恵
- 編輯 - 後藤正浩
- 音樂 - コーコーヤ
- 音樂製作 - flying DOG
- 音響製作 - 青二Production
- 動畫製作 - SATELIGHT
- 法語旁白 - マーク·カポンティエ

### 主題曲
主題曲「世界は踊るよ、君と。」（世界將和你一起跳舞）
作詞 - 千葉はな / 作曲 - 市川和則 / 編曲・歌 - 羊毛とおはな
片尾曲「ここから始まる物語」（從這開始的故事）
作詞 - 山口みなこ / 作曲 - 松浦みつを / 編曲 - 保刈久 / 歌 - 湯音（東山奈央）
片尾曲「遠く君へ」（第4.5話）
作詞 - エリコ / 作曲 - 笹子重春 / 編曲 - コーコーヤ / 歌 - アンヌ（中島愛）
片尾曲「Tomorrow's Smile」（第8話）
作詞・作曲 - 矢吹香那 / 編曲 - 長谷川智 / 歌 - A.m.u.
插曲「咲いたさくら」（第4.5話）
作詞・作曲 - 日本古謡 / 編曲 - 笹子重治 / 歌 - 湯音（東山奈央）
插曲「見渡せば」（第4.5話）
作詞 - 柴田清照 / 作曲 - ジャン＝ジャック・ルソー / 編曲 - 笹子重治 / 歌 - 湯音（東山奈央）
插曲「たからもの」（第4.5話）
作詞 - 佐藤順一 / 作曲 - 法國民謠 / 編曲 - 笹子重治 / 歌 - 汐音&湯音（能登麻美子&東山奈央）

### 各話列表
| 話數                                | 副標題 | 中文標題   | 腳本       | 分鏡                | 演出       | 作畫監督          |
| ----------------------------------- | ------ | ---------- | ---------- | ------------------- | ---------- | ----------------- |
| Partie 01 第01話                    |        | 入口       | 池田真美子 | 安田賢司            | 安田賢司   | 井上英紀          |
| Partie 02 第02話                    |        | 起司       | 池田真美子 | 安田賢司            | 室谷靖     | 藤本悟            |
| Partie 03 第03話                    |        | 日本迷宮   | 池田真美子 | 島津裕行            | 筑紫大介   | 森田史            |
| Partie 04 第04話                    |        | 波光       | 池田真美子 | 安田賢司            | 登坂晉     | 鹽川貴史          |
| Partie 04.5 第04.5話 （電視未播放） |        | 音樂會     | 佐藤順一   | 佐藤順一            | 筑紫大介   | 鹽川貴史 和田高明 |
| Partie 05 第05話                    |        | 迷路       | 池田真美子 | 後藤圭二            | 後藤圭二   | 後藤圭二          |
| Partie 06 第06話                    |        | 鳥籠       | 池田真美子 | 安田賢司 衛光空     | 筑紫大介   | 伊藤郁子          |
| Partie 07 第07話                    |        | 天窗       | 池田真美子 | 室谷靖              | 室谷靖     | 福島豊明 田中穰   |
| Partie 08 第08話                    |        | 兒童房     | 池田真美子 | 布施木一喜 安田賢司 | 布施木一喜 | 藤本悟            |
| Partie 09 第09話                    |        | 秘密       | 池田真美子 | 佐山聖子            | 小高義槻   | 鹽川貴史          |
| Partie 10 第10話                    |        | 魔術幻燈   | 池田真美子 | 伊藤達文            | 伊藤達文   |                   |
| Partie 11 第11話                    |        | 祈禱       | 池田真美子 | 室谷靖              | 室谷靖     | 伊藤郁子          |
| Partie 12 第12話                    |        | 屋頂上的貓 | 池田真美子 | 安田賢司            | 安田賢司   | 藤本悟            |

### 播放电视台
日本深夜動畫：下文記載的日本国内播放時間使用日本標準時間（UTC+9）表示。因為部分時間标识會採用30小时制，因此請留意这类超过24:00的时间，其實際播放時間為翌日清晨。
| 播放地区 | 播放电视台     | 播放日期               | 播放时间                            | 所属联播网 |
| -------- | -------------- | ---------------------- | ----------------------------------- | ---------- |
| 千叶县   | 千叶电视台     | 2011年7月3日 - 9月18日 | 星期日 24点30分 - 25点00分          | 独立UHF局  |
| 神奈川县 | 神奈川电视台   | 2011年7月3日 - 9月18日 | 星期日 25点30分 - 26点00分          | 独立UHF局  |
| 日本全域 | AT-X           | 2011年7月4日 - 9月19日 | 星期一 9点00分 - 9点30分 （有重播） | 卫星电视   |
| 埼玉县   | 埼玉电视台     | 2011年7月4日 - 9月19日 | 星期一 25点05分 - 25点35分          | 独立UHF局  |
| 东京都   | 东京都会电视台 | 2011年7月4日 - 9月19日 | 星期一 25点30分 - 26点00分          | 独立UHF局  |
| 爱知县   | 爱知电视台     | 2011年7月5日 - 9月20日 | 星期二 26点00分 - 26点30分          | 东京电视网 |
| 兵库县   | SUN电视台      | 2011年7月6日 -         | 星期三 26点05分 - 26点35分          | 独立UHF局  |

## 外部連結
- 電視動畫官網（日語）